# Wang Junxia
Wang Junxia (王军霞S, Wáng JūnxiáP; Jiaohe, 19 gennaio 1973) è un'ex mezzofondista cinese, primatista mondiale dei 3000 metri piani.

## Biografia
Dopo i record dopati degli anni settanta e ottanta degli atleti dell'est europeo, negli anni novanta una serie di atlete cinesi hanno stabilito alcuni primati mondiali, soprattutto nel mezzofondo, molti dei quali imbattuti, non senza sollevare dubbi. Wang Junxia appartiene a questa schiera, così come la coetanea Qu Yunxia.
Il loro allenatore Ma Junren sostenne che il fungo Cordyceps sinensis aiutava la condizione fisica. Ci fu polemica, perché si riteneva illegale tale farmaco per migliorare le prestazioni utilizzato dal team cinese. Si è sostenuto che la squadra cinese non si fosse presentata ai test richiesti antidoping. Prima di Sydney 2000, infatti, 6 atleti allenati da Ma Junren erano risultati positivi ai farmaci per migliorare le prestazioni; ne conseguì la loro espulsione e quella di Ma Junren da parte del team cinese.

## Record mondiali

### Seniores
- 3000 metri piani: 8'06"11 ( Pechino, 13 settembre 1993)

## Palmarès
| Anno | Manifestazione    | Sede      | Evento         | Risultato | Prestazione | Note                  |
| ---- | ----------------- | --------- | -------------- | --------- | ----------- | --------------------- |
| 1992 | Mondiali di cross | Boston    | Corsa juniores | Argento   | 13'35"      |                       |
| 1992 | Mondiali juniores | Seul      | 10000 m piani  | Oro       | 32'29"90    |                       |
| 1993 | Mondiali          | Stoccarda | 10000 m piani  | Oro       | 30'49"30    | Record dei campionati |
| 1994 | Giochi asiatici   | Hiroshima | 10000 m piani  | Oro       | 30'50"34    |                       |
| 1996 | Giochi olimpici   | Atlanta   | 5000 m piani   | Oro       | 14'59"88    | Record olimpico       |
| 1996 | Giochi olimpici   | Atlanta   | 10000 m piani  | Argento   | 31'02"58    |                       |